# Villaverde de Pontones
Villaverde de Pontones es una localidad española del municipio de Ribamontán al Monte, en Cantabria. En el año 2023 contaba con una población de 472 habitantes (INE).

## Ubicación
La localidad se encuentra a 20 metros de altitud sobre el nivel del mar y a 3 kilómetros de la capital municipal, Hoz de Anero. Está cerca del lugar donde se unen el río Pontones y el Aguanaz. En Villaverde de Pontones nació Felipe de Arco-Agüero, militar fallecido en 1821. 

## Patrimonio

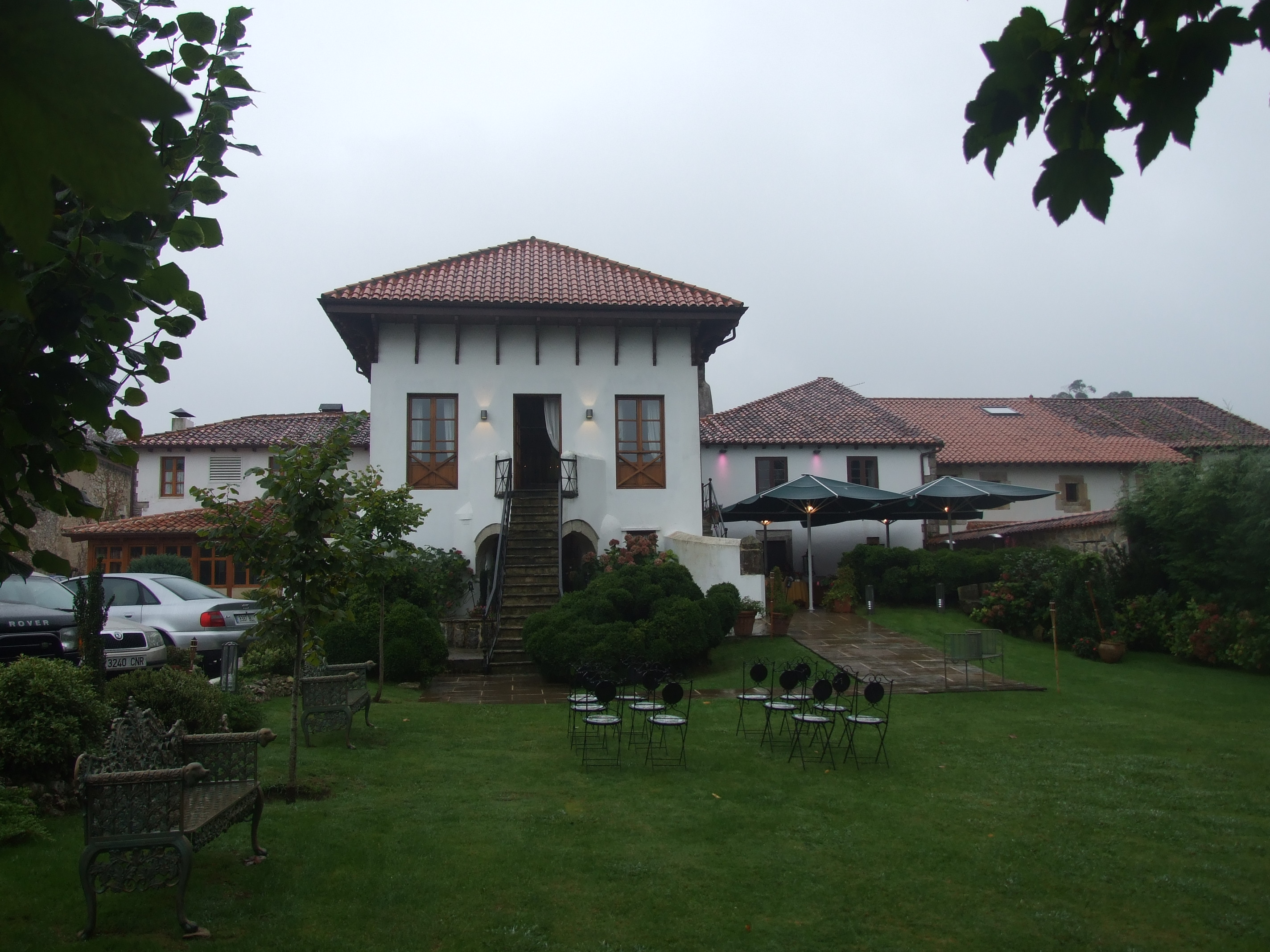
Palacio de los Mazarrasa, actualmente ocupado por un restaurante.

De su patrimonio destacan los siguientes Bienes de Interés Local:
- Casa-palacio de los Mazarrasa, la torre de Corina y los jardines y Parque
- Palacio de Arco

En Villaverde de Pontones, en el antiguo palacio de los Mazarrasa, se encuentra el restaurante "El Cenador de Amós", el único restaurante en Cantabria que cuenta con tres estrellas en la Guía Michelín. Separado por un muro se encuentran las antiguas caballerizas del palacio, hoy reformadas y convertidas en una idílica posada rural, La Posada de trapa, la cual cuenta con una escuela de equitación, conocida como hípica Solorga.